# 上昇 (ゲームソフト販売)
株式会社上昇（じょうしょう、英: Josho Co. Ltd.）は、ゲームソフト販売店「カメレオンクラブ」などを経営する山口県下松市の企業。東京本部は東京都文京区に所在。カメレオンクラブの他、総合リサイクルショップ「ぼっくり屋」・レンタルビデオ店「ビデオ1」・古書「ブックスタジアム」などを経営。

## 来歴
1982年、徳山市（現：周南市）内に金岡勇均（代表取締役社長）が古道具商「ぼっくり屋」を開店。商材の中で特にゲームソフトの人気が高かったことから1989年にゲームソフト販売店「カメレオンクラブ」を開業し、全国的にフランチャイズチェーン（FC）を展開。1991年に他の有力FCと共に任天堂と「ファミコン」の商標使用契約を結び、1992年にはジャパンテレビゲームチェーン協会（JAG）結成に参加する。
1993年に東京へ進出。1994年3月に本社を下松市に移転。ところが、1994年12月にソニー・コンピュータエンタテインメントが発売した家庭用ゲーム機・プレイステーションの販売契約を巡って他のFCと対立し、明響社（現NESTAGE）・ボックスグループらとテレビゲームビジネス協議会を結成、金岡が理事長に就任する。しかし、メーカーの圧力に対するFC加盟店の窮状が悪化する一方であったことから1997年に一転して協議会を離脱し、メーカーに対する「徹底抗戦」を主張していたテレビゲームソフトウェア流通協会（ARTS）へ参加する。1998年10月、ゲームソフトの中古品売買を停止するよう内容証明を送付していたエニックス（現スクウェア・エニックス）を相手取って、その権限が無いことの確認を求め東京地方裁判所へ提訴。2002年4月、最高裁判所でARTS側の勝訴判決が確定する。
2007年3月29日に、東京地裁へ民事再生法の適用を申請した。負債総額は約51億6000万円。
2018年１月現在、直営・FC合わせて全国に27店を展開。一部地域ではブックオフとの併設店舗が多い。

## 事業展開
- カメレオンクラブ（ゲーム専門店）
- ぼっくり屋（総合リユースショップ）
- 亀蔵（総合リユースショップ）
- サイクルパラダイス（自転車買取&販売ショップ）
- ビデオ1（ビデオ&コミックレンタルショップ）
- ほっとBBステーション（インターネットカフェ）